# Выбор будущего лидера Исламской Республики Иран
Согласно Конституции Исламской Республики Иран, избрание третьего лидера Исламской Республики Иран после прекращения руководства Сейедом Али Хаменеи осуществляется путем избрания членов Меджлиса экспертов.
В настоящее время этой задачей занимается пятый срок Ассамблеи экспертов, они были избраны на выборах 2016 года, и срок их представительства продолжается до 2024 года.
В конституции нет упоминания о преемнике или заместителе лидера; однако эксперты могут выбрать ему преемника или заместителя при нынешнем лидере, но после смещения Хосейна Али Монтазери с поста заместителя лидера этот метод не использовался.
Согласно конституции, если лидер временно не может выполнять свои обязанности или до тех пор, пока не будет представлен преемник лидера, совет, состоящий из президента, главы судебной власти и одного из юристов Совета стражей, выбранных Советом целесообразности . временно взять на себя все обязанности руководства. Если в течение этого срока один из них по какой-либо причине не может исполнять свои обязанности, то по выбору собрания на его место назначается другой человек, сохраняя при этом большинство юристов в Шуре.